# Аньолка-Перша
Аньолка-Перша (пол. Aniołka Pierwsza) — село в Польщі, у гміні Тшциниця Кемпінського повіту Великопольського воєводства.
Населення — 134 особи (2011).
У 1975-1998 роках село належало до Каліського воєводства.

## Демографія
Демографічна структура станом на 31 березня 2011 року:
|          | Загалом | Допрацездатний вік | Працездатний вік | Постпрацездатний вік |
| -------- | ------- | ------------------ | ---------------- | -------------------- |
| Чоловіки | 67      | 13                 | 48               | 6                    |
| Жінки    | 67      | 12                 | 40               | 15                   |
| Разом    | 134     | 25                 | 88               | 21                   |